# Семейство GH36
Семе́йство GH36 гликози́л-гидрола́з — семейство каталитических доменов белков, обладающих гликозил-гидролазными активностями. Также включает гомологичные им домены, возможно не обладающие такими активностями. Всего известно около 1100 белков, содержащих домены семейства GH36, большинство из них принадлежит бактериям. У белков этого семейства описано четыре энзиматические активности: α-галактозидазная (КФ 3.2.1.22), α-N-ацетилгалактозаминидазная (КФ 3.2.1.49), стахиозосинтазная (КФ 2.4.1.67) и раффинозосинтазная (КФ 2.4.1.82). Вместе с семействами GH27 и GH31 семейство GH36 образует клан GH-D. В пределах семейства GH36 выделяют 11 основных подсемейств, которые было предложено рассматривать как самостоятельные семейства GH36A-GH36K в виду отсутствия монофилетического происхождения у генов белков этого семейства.